# Edward Ofere
Edward Junior Ofere (Enugu, 28 marzo 1986) è un ex calciatore nigeriano, di ruolo attaccante.
Possiede il passaporto svedese.

## Caratteristiche tecniche
Attaccante veloce, dalla grande potenza.

## Carriera

### Club

#### Malmö FF
Prelevato dalla squadra Enugu Rangers IFC, Ofere nella stagione 2005-2006 si trasferisce al Malmö FF dove rimarrà per 5 campionati realizzando 24 gol ed ottenendo numerose convocazioni nella nazionale nigeriana. Significativa è la partita Örebro-Malmö (0-3), nella quale realizza la sua prima doppietta.

#### Lecce
Il 30 agosto 2010 è acquistato dagli italiani del Lecce, con cui firma un contratto fino al 2013. Esordisce in serie A nella quarta giornata del campionato 2010-11, in Lecce-Parma (1-1). Segna la sua prima rete in Italia il 24 ottobre 2010 in Lecce-Brescia (2-1). Segna nuovamente il 5 dicembre 2010 nella gara interna contro il Genoa persa per 3-1, e contro il Chievo il gol dell'1-0 nella partita che si concluse con la vittoria dei pugliesi per 3-2.
Il 18 gennaio 2011 dopo essere uscito nella partita contro la Lazio viene operato al ginocchio. Nonostante la sua stagione si sia chiusa anticipatamente, a causa dell'infortunio, è riuscito a segnare 3 goal in 11 presenze in campionato.
Nel campionato 2011-2012 esordisce nella seconda giornata contro l'Udinese subentrando al 62' a Corvia. Il 7 dicembre 2011 viene operato nuovamente al ginocchio destro dal prof. Giuliano Cerulli a Perugia. Ha concluso la stagione 2011-2012 con la maglia del Lecce con sole 11 convocazioni, 1 presenza da titolare e 6 dalla panchina e un totale di 3 goal.
Il 26 settembre 2012 la società Lecce rende noto di aver risolto consensualmente il contratto con il giocatore
.

#### Trelleborgs
Nel luglio 2013 Ofere firma un contratto semestrale con il Trelleborg, formazione che milita nella terza serie svedese. Termina la stagione al terzo posto con 11 partite e 8 gol.

#### Vestsjælland
Dal successivo gennaio è un giocatore del Vestsjælland.

#### Sogndal
L'8 agosto 2014 firma un contratto valido fino al termine della stagione con i norvegesi del Sogndal. Terminerà il campionato con 0 reti in 8 presenze, rimanendo svincolato a fine stagione.

#### Inverness CT
Terminato il contratto con i norvegesi, il 27 febbraio del 2015 firma per gli scozzesi dell'Inverness Caledonian Thistle Football Club, club della massima divisione scozzese. Il debutto avviene il giorno seguente nella partita contro il Motherwell Football Club dove mette a segno il primo gol. Nella partita casalinga contro il Celtic Football Club dell'11 aprile dello stesso anno firma il gol del definitivo pareggio (1-1); con la squadra britannica vince la Coppa di Scozia.

## Palmarès

### Club

#### Competizioni nazionali
- Coppa di Scozia: 1

Inverness: 2014-2015